# L'amoureux dans le sac
L'amoureux dans le sac è un cortometraggio del 1897 diretto da Georges Hatot.

## Trama
Un amante per baciare una ragazza sul bancolcino sale su una scala. Il marito della ragazza ed un suo amico, mentre l'amante scende; vi sistemano un sacco alla fine della scala e l'amante scendendo ci finisce dentro. Una volta che l'amante è dentro il sacco viene riempito di botte con una granata.

## Conosciuto anche come
- The Lover in the Bag